# Acanthodela protophaes
Espèce
Acanthodela protophaes est une espèce de lépidoptère de la famille des Oecophoridae.
On le trouve en Australie et en Tasmanie.

## Synonymes
- Eochroa protophaes Meyrick, 1883